# Ilha da Culatra
Die Ilha da Culatra, oder auch Ilha do Farol, ist eine bewohnte portugiesische Atlantikinsel. Die Benennung erfolgte nach dem Ort Culatra bzw. dem Ort Farol auf der Insel.

## Lage
Die Insel Culatra liegt im Süden des Landes im Naturpark Parque Natural da Ria Formosa am Golf von Cádiz und gehört zur Region Algarve. Sie bildet zusammen mit den benachbarten Inseln eine lediglich durch wenige Kanäle oder Priele unterbrochene Inselkette, die einen natürlichen Schutz der zwischen den Inseln und dem Festland gelegenen Lagune bildet. Sie ist Bestandteil der Gemeinde Faro im gleichnamigen Distrikt an der sogenannten Sandalgarve. Östlich befindet sich die Ilha da Armona und westlich, lediglich durch den Canal de Olhão getrennt, die Ilha Deserta (auch Ilha da Barreta genannt) mit dem Cabo de Santa Maria, dem – abgesehen von den Inselgruppen Madeira und den Ilhas Selvagens – südlichsten Punkt Portugals.

## Beschreibung
Die flache Sand- und Düneninsel ist über 7 km lang, bis zu deutlich über einen Kilometer breit und besitzt eine Fläche von mehreren Quadratkilometern. Sie ist ebenso wie die benachbarten Strandinseln durch Sedimente entstanden, die an den Steilküsten der Westalgarve durch Erosion abgetragen und aufgrund der vorherrschenden Strömungsverhältnisse im Laufe der Zeit weiter östlich abgelagert wurden. Da der westliche Teil der Insel oftmals auch Ilha do Farol genannt wird, ist zu vermuten, dass es sich ursprünglich um zwei eigenständige Inseln gehandelt hat, die erst durch Landzuwächse miteinander verbunden wurden.
Auf der Ilha de Culatra leben ständig etwa 1000 Einwohner verteilt auf drei Siedlungen: Culatra liegt etwa in der Mitte der Insel und Farol ganz im Westen; zwischen beiden Orten befindet sich eine dritte Ansiedlung, Hangares genannt.

## Infrastruktur, Tourismus und Sehenswürdigkeit

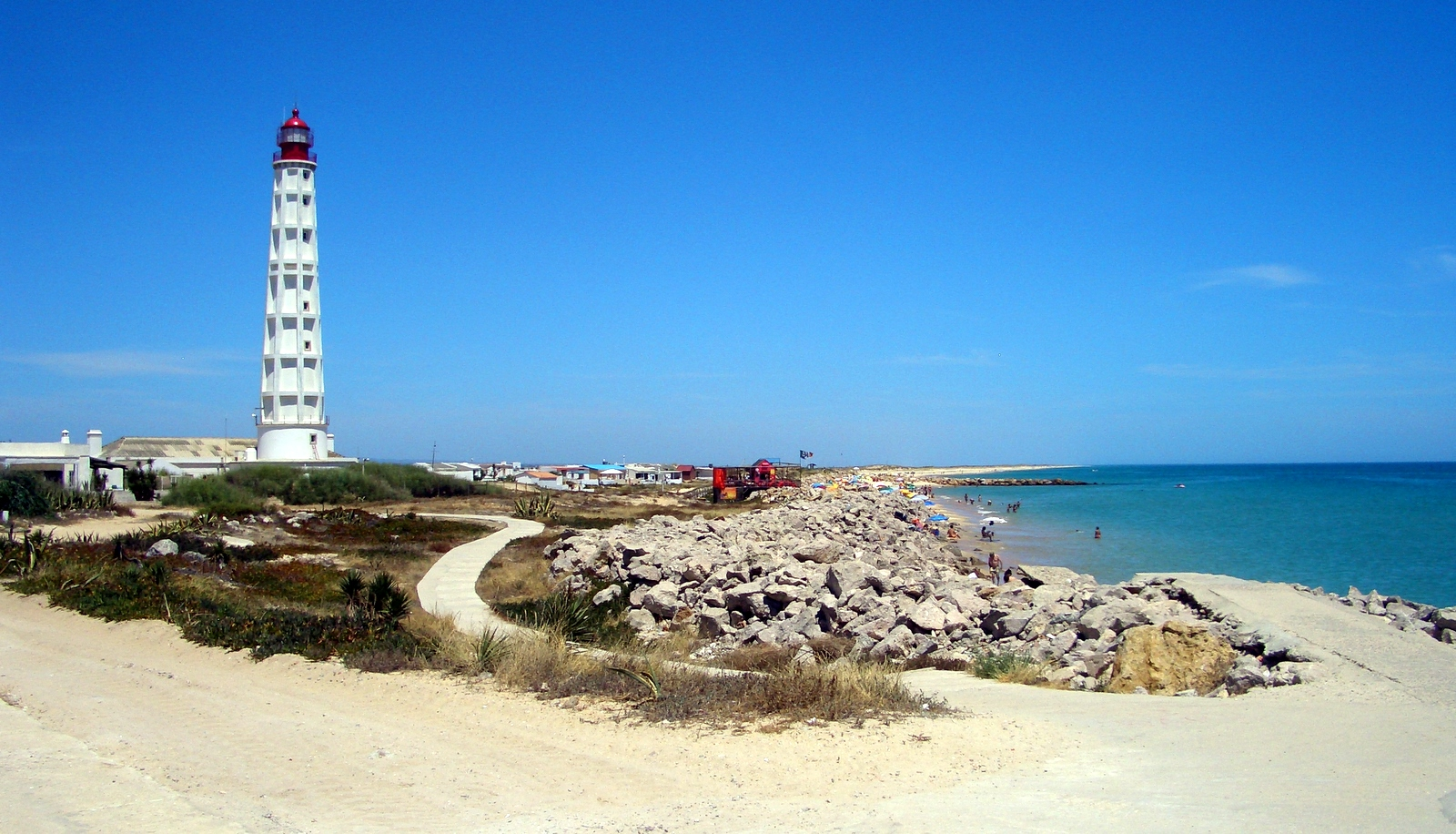
Cabo de Santa Maria mit Leuchtturm

Eine nach festem Fahrplan verkehrende Fähre verbindet, saisonal unterschiedlich oft, insbesondere in den Sommermonaten den Festlandshafen Olhão über die Ilha de Armona mit den Orten Culatra und Farol auf der Ilha de Culatra. Auf der Insel gibt es keine Hotels, sondern lediglich Übernachtungsmöglichkeiten in Privatunterkünften oder kleineren Pensionen, so dass der Tourismus noch nicht so bedeutend ist wie in anderen Regionen an der Algarve. Der sich an der Südküste befindende und sich über die ganze Insellänge erstreckende Sandstrand ist daher selbst in der Hauptsaison kaum bevölkert.
Noch immer ist die Fischerei ein nicht zu vernachlässigender Wirtschaftsfaktor. Die wenigen Straßen auf der Insel sind überwiegend unbefestigt.
Das markanteste Gebäude ist der 1851 erbaute und 47 Meter hohe Leuchtturm  (portugiesisch: Farol) do Cabo de Santa Maria mit einer Nenntragweite von etwa 25 Seemeilen im Westen der Insel innerhalb der Ortschaft Farol.